# سيوان (مرند)
سيوان هي قرية في مقاطعة مرند، إيران. يقدر عدد سكانها بـ 228 نسمة بحسب إحصاء 2016.